# Тойохасі

Тойоха́ші (яп. 豊橋市, とよはしし, МФА: [tojohaɕi̥ ɕi]?) — місто в Японії, в префектурі Айті. Розташоване в південно-східній частині префектури, на сході півострова Ацумі, у нижній течії річки Тойо. Входить до списку центральних міст Японії.  Виникло на основі призамкового містечка самурайського роду Мацудайра. До 1869 року називалося Йосіда. Отримало статус міста 1906 року. Площа становить 261,35 км². Станом на 1 серпня 2011 року населення складало 376 131  осіб, густота населення — 1440 осіб/км².  Основою економіки є сільське господарство, текстильна промисловість, машинобудування, харчова промисловість, комерція.  В місті розташовані руїни замку Йосіда, Тойохасівський парк,. 

## Освіта
- Наґойський університет (додатковий кампус)
- Тойохасівський технологічний університет